# Tropidomantis gressitti
Tropidomantis gressitti är en bönsyrseart som beskrevs av Tinkham 1937. Tropidomantis gressitti ingår i släktet Tropidomantis och familjen Iridopterygidae. Inga underarter finns listade i Catalogue of Life.